# Bosquerola de collar
La bosquerola de collar (Myioborus torquatus) és un ocell de la família dels parúlids (Parulidae).

## Hàbitat i distribució
Habita la selva pluvial, clars, vegetació secundària i matolls, a les muntanyes de Costa Rica i oest de Panamà.